# یوونچان
یوونچان (به ایتالیایی: Jovençan) یک کومونه در ایتالیا است که در واله دائوستا واقع شده‌است.

## خصوصیات
یوونچان ۶ کیلومترمربع مساحت و ۷۴۷ نفر جمعیت دارد و ۶۳۲ متر بالاتر از سطح دریا واقع شده‌است.